# Allgemeiner Melker-Verband Deutschlands
Der Allgemeine Melker-Verband Deutschlands wurde 1929 gegründet. Die freie Gewerkschaft organisierte Melker in der Weimarer Republik.

## Geschichte
Gegründet wurde der Verband 1929 mit der Verschmelzung von Allgemeiner Schweizerbund und Verband der Schweizer Sennen. Sitz der Gewerkschaft war Leipzig.
Der Melker-Verband war Mitglied beim Allgemeinem Deutschen Gewerkschaftsbund. 
Die Nationalsozialisten zerschlugen die Gewerkschaft am 2. Mai 1933. Nachfolger nach dem Zweiten Weltkrieg waren ab Juni 1946 in Ostdeutschland die Gewerkschaft Land, Nahrungsgüter und Forst und ab Juli 1949 in Westdeutschland die Gewerkschaft Gartenbau, Land- und Forstwirtschaft.